# Les Traqués de l'an 2000
Pour plus de détails, voir Fiche technique et Distribution.
Les Traqués de l'an 2000 (Turkey Shoot) est un film australien réalisé par Brian Trenchard-Smith, sorti en 1982.

## Synopsis
Expédiés dans un camp de rééducation, certains citoyens considérés comme déviants vont servir de gibier dans le cadre d’une chasse à l’homme organisée par le directeur de l’établissement.

## Fiche technique
- Titre : Les Traqués de l'an 2000
- Titre original : Turkey Shoot
- Réalisation : Brian Trenchard-Smith
- Scénario : Jon George et Neill D. Hicks
- Production : John Daly, William Fayman, Antony I. Ginnane et David Hemmings
- Sociétés de production : FGH, Filmco Limited et Hemdale Film
- Budget : 3,2 millions de dollars (2,42 millions d'euros)
- Musique : Brian May
- Photographie : John R. McLean
- Montage : Alan Lake
- Décors : Bernard Hides
- Costumes : Aphrodite Kondos
- Pays d'origine : Australie
- Format : Couleurs - 2,35:1 - Mono - 35 mm
- Genre : Action, science-fiction
- Durée : 93 minutes
- Dates de sortie : 23 septembre 1982 (Allemagne de l'Ouest), 14 octobre 1982 (Australie), 15 juin 1983 (France)

## Distribution
- Steve Railsback : Paul Anders
- Olivia Hussey : Chris Walters
- Michael Craig : Charles Thatcher
- Carmen Duncan : Jennifer
- Noel Ferrier (en) : le secrétaire Mallory
- Lynda Stoner : Rita Daniels
- Roger Ward : Ritter, le chef de la sécurité
- Michael Petrovitch : Tito
- Gus Mercurio : Red
- John Ley : Dodge
- Bill Young : Griff
- Steve Rackman : Alph
- John Godden : Andy
- Oriana Panozzo : Melinda

## Autour du film
- Le tournage s'est déroulé à Cairns, dans le Queensland.